# Helmut Koenigsberger
Helmut Georg Koenigsberger (24 de octubre de 1918 - 8 de marzo de 2014) fue un historiador inglés de origen alemán. Especializado en hispanismo y la órbita de la Casa de Habsburgo, fue profesor de historia en el King's College de Londres de 1973 a 1984 y director de su departamento de historia. Entre sus contribuciones está la del concepto de monarquía compuesta para referirse a la forma política de la Monarquía Hispánica.

## Biografía
Koenigsberger nació en Berlín, hijo del arquitecto Georg Koenigsberger (d. 1932), y Käthe, hermana del físico Max Born. Su hermano mayor fue el arquitecto Otto Königsberger. Aunque su familia eran cristianos luteranos, fueron clasificados como judíos mischlinge por la Alemania nazi, ya que sus abuelos habían sido judíos ateos. Su familia inmediata huyó de Alemania antes de 1939 por consejo de Otto. Recibieron ayuda de su tío Max y de los cuáqueros, ya que las organizaciones judías se negaron a ayudarles por no ser judíos practicantes.